# Gods and Monsters
Gods and Monsters is een dramafilm uit 1998 geregisseerd door Bill Condon. De hoofdrollen worden gespeeld door Ian McKellen, Brendan Fraser, Lynn Redgrave en Lolita Davidovich. De film is gebaseerd op het boek Father of Frankenstein uit 1995 van Christopher Bram en gaat over het leven van Brits filmregisseur James Whale.
De film werd genomineerd voor drie Oscars, waaronder de Oscar voor beste acteur. De film wist uiteindelijk één nominatie te verzilveren.

## Rolverdeling
| Acteur                   | Personage        |
| ------------------------ | ---------------- |
| Ian McKellen             | James Whale      |
| Brandon Kleyla           | een jonge James  |
| Kent George              | 25-jarige James  |
| Brendan Fraser           | Clayton Boone    |
| Lynn Redgrave            | Hanna            |
| Lolita Davidovich        | Betty            |
| Jack Plotnick            | Edmund Kay       |
| Matt McKenzie            | Colin Clive      |
| David Dukes              | David Lewis      |
| Rosalind Ayres           | Elsa Lanchester  |
| Jack Betts               | Boris Karloff    |
| Martin Ferrero           | George Cukor     |
| Marlon Braccia           | Elizabeth Taylor |
| Amir Aboulela            | The Monster      |
| Cornelia Hayes O'Herlihy | Prinses Margaret |
| Jesse James              | Michael Boone    |

## Prijzen en nominaties
| Jaar | Prijs          | Categorie                | Genomineerde(n) | Uitslag     |
| ---- | -------------- | ------------------------ | --------------- | ----------- |
| 1998 | Academy Awards | Beste bewerkte scenario  | Bill Condon     | Gewonnen    |
| 1998 | Academy Awards | Beste acteur             | Ian McKellen    | Genomineerd |
| 1998 | Academy Awards | Beste vrouwelijke bijrol | Lynn Redgrave   | Genomineerd |